# Charles Lloyd (Ruderer)
Charles Brian Murray Lloyd (* 11. März 1927 in Richmond, heute zu London gehörig; † 19. Juli 1995 in Surrey) war ein britischer Ruderer und Olympiazweiter im Achter.
Lloyd wuchs in Australien auf und begann dort mit dem Rudersport. 1948 wechselte er von der Sydney University nach England an die University of Cambridge. Bei den Olympischen Spielen 1948 in London war Lloyd Mitglied des britischen Achters. Christopher Barton, Michael Lapage, Guy Richardson, Ernest Bircher, Paul Massey, Charles Lloyd, David Meyrick, Alfred Mellows und Steuermann Jack Dearlove erreichten das Ziel mit zehn Sekunden Rückstand auf den US-Achter, hatten aber drei Sekunden Vorsprung vor den drittplatzierten Norwegern.
Von 1949 bis 1951 gewann Lloyd dreimal mit dem Achter von Cambridge beim Boat Race. 1950 erreichte er mit dem britischen Achter den dritten Platz bei den Europameisterschaften. Bei den Olympischen Spielen 1952 in Helsinki belegte Lloyd den vierten Platz mit dem Achter.
Lloyd war als Geschäftsmann in der Schifffahrtsbranche tätig und lebte jahrelang in Hongkong, 1961 war er an der Gründung von Lloyd International Airways beteiligt. Daneben coachte er immer wieder Boote in Cambridge.